# Li Ho-pyong
Dans ce nom, le nom de famille, Li, précède le nom personnel coréen.
Li Ho-pyong, né le 16 octobre 1951, est un lutteur nord-coréen spécialiste de la lutte libre.

## Biographie
Li Ho-pyong participe aux Jeux olympiques d'été de 1980 à Moscou dans la catégorie des poids coqs et remporte la médaille d'argent.